# UD Las Palmas
Unión Deportiva Las Palmas, S.A.D. je španjolski nogometni klub smješten u Las Palmasu na Kanarima.
UD Las Palmas je službeno osnovan 22. kolovoza 1949. godine. Već 1951. godine klub ulazi u elitno društvo španjolskog nogometa. U toj sezoni završava na 15.mjesto i tako ispada u drugu ligu. U prvu ligu se vraća za dvije godine pa 6 godina uzastopno igra s najvećim španjolskim klubovima. Svoja dva najveća uspjeha u Primeri UD Las Palmas ostvaruje u sezonama 1967./68. (3. mjesto) i 1968./69. (2. mjesto). Zadnja sezona u Primeri je bila sezone 2001./02. kada završavaju 18. i još uvijek se bore za vratiti među najbolje španjolske klubove.
Jedan od najvećih uspjeha kluba je igranje 1978. godine u finalu španjolskog Kupa Kralja odigranom u Madridu na Stadionu Santiago Bernabéu gdje gube od Barcelone s 3:1. Strijelac za Las Palmas u toj utakmici je bio slavni Miguel Ángel Brindisi.

## Vanjske poveznice
- Službene stranice